# اس-بان نورنبرگ
اس-بان نورنبرگ (آلمانی: S-Bahn Nürnberg) شبکه قطار حومه نورنبرگ، آلمان است.
این راه‌آهن که در سال ۱۹۸۷ تأسیس شده دارای ۴ خط، ۷۵ ایستگاه و ۲۲۹ کیلومتر طول است. 